# Узники Пермского моря
«Узники Пермского моря» — научно-популярный фильм, снят на документальной основе режиссёром Иовлевой Тамарой Ивановной и смонтирован на киностудии «Леннаучфильм» в 1970 году.

## Сюжет
Выпускник Пермского государственного университета (ПГУ 1954 года) инженер-геохимик Николай Константинович Чудинов работал в лаборатории исследования древних микроорганизмов (ЛИДО), созданной производственным объединением «Уралкалий» на базе Первого Березниковского рудоуправления (БРУ-1). По инициативе аспиранта Чудинова Н. К. и его научного руководителя (руководитель — Овчинников Лев Николаевич, член-корреспондент АН СССР, директор Института минералогии, геохимии и кристаллохимии редких элементов) проведено исследование неизвестных микроорганизмов, сохранившихся в пластах калийных солей Пермского моря эпохи палеозоя. Ученые АН СССР применили калий-аргоновый метод и определили возраст отложений Пермского моря. Он составил 250 миллионов лет.
В фильме кратко изложены следующие сведения:
- об открытии жизнеспособных микроорганизмов Николаем Чудиновым в 1954 г. возрастом не менее 250 млн.лет;
- об исследованиях явления анабиоза или(и) криптобиоза палеозойских микроорганизмов с 1954 по 1970 гг.;
- о методах стерильных работ, исключающих физическое занесение современных микроорганизмов ;
- об установке для создания физических условий, существовавших в Пермский период, на основании палеонтологических данных;
- об инструментах контроля — спарке, осуществление вторичного посева микроорганизмов без разгерметизации замкнутой системы .

## Консультанты фильма
- научный консультант Барсуков В. В., кандидат биологических наук;
- научный консультант Крамаренко В., кандидат биологических наук.

## Результаты
- Изучение микромира палеозоя дало инструмент для прогнозирования образования газообразных смесей и спасло жизни многим работникам шахт по добыче минеральных солей (производство минеральных удобрений).
- Места обитания, длительное время, нахождения в толщах галита и сильвинита без света и воды, жесткие требования к «чистоте проведения эксперимента», применение высоких температур, отсутствие воздуха из атмосферы, в том числе кислорода, применение антибиотиков, формалина, источников ионизирующего излучения, ультрафиолетового облучения образцов доказали, что найденные древние микроорганизмы относятся к экстремофилам. В настоящее время некоторые бактерии, найденные Николаем Чудиновым в 1954-1958 гг. относят к домену живых организмов археи по трёхдоменной системе, предложенной Карлом Вёзе в 1977 г.
- Фильм получил Диплом Ломоносовского комитета на кинофестивале документальных и научно-популярных фильмов в 1972.
- Иовлева Т. И. — лауреат Ломоносовской премии за создание фильма «Узники Пермского моря».
- Новый вид экстремофилов Haloferax chudinovii sp. nov. из пермских отложений калийной соли «назван в честь Николая Чудинова — пионера в обнаружении жизнеспособных микроорганизмов в древних солевых отложениях России» микробиологом Сараловым А. И. (Saralov et al.,2013).
- Фильм «Узники Пермского моря»[1] Ломоносовская премия (1972)